# سید محسن یوسفی
محسن یوسفی (زاده ۱ خرداد ۱۳۵۵)کارگردان و فیلم نامه‌نویس ایرانی است. مجموعه‌های تلویزیونی طلاق در وقت اضافه و دست بالای دست از سریال های پرمخاطب اوست. وی دانش‌آموخته کارشناسی ارتباطات است و از سال ۱۳۷۷ با ساخت مجموعه‌ نمایشی پرتوهای نور برای گروه کودک و نوجوان شبکه ۲ سیما کارش را آغاز کرد. وی همچنین در چند سریال نمایش خانگی مانند  شهرزاد ؛ ازازیل ؛ سیاه چاله و… بعنوان سرپرست گروه کارگردانی ، انتخاب بازیگر و یا مدیر پروژه حضور داشته است.

## فیلم‌شناسی

### مجموعه تلویزیونی
| سال تولید    | نام                                   | شبکه             |
| ------------ | ------------------------------------- | ---------------- |
| ۱۳۷۷         | پرتوهای نور                           | گروه کودک شبکه ۲ |
| ۱۳۸۵         | مار و پله                             | شبکه تهران       |
| ۱۳۸۶         | معصومه                                | شبکه کرمان       |
| ۱۳۸۷         | طلاق در وقت اضافه (پنهان، اما آشکار ) | شبکه تهران       |
| ۱۳۸۸ تا ۱۳۹۱ | شاید برای شما هم اتفاق بیفتد          | شبکه تهران       |
| ۱۳۹۰         | دست بالای دست                         | شبکه ۳           |
| ۱۳۹۲         | نیلی تر از مهتاب                      | شبکه ۳           |
| ۱۳۹۸         | به رنگ خاک                            | شبکه ۱           |
| ۱۳۹۶         | چادر گلدار                            | شبکه ۱           |
| ۱۳۹۴         | شهرزاد                                | نمایش خانگی      |
| ۱۳۹۹         | کامیون                                | شبکه ۲           |

### فیلم تلویزیونی
| سال تولید | نام               | شبکه          |
| --------- | ----------------- | ------------- |
| ۱۳۸۳      | محکومین           | شبکه ۲        |
| ۱۳۸۴      | لحظه وصال         | شبکه ۲        |
| ۱۳۸۵      | زندگی باید کرد    | شبکه ۲        |
| ۱۳۸۷      | نخل سوخته         | سیما فیلم     |
| ۱۳۸۸      | شب شکاف           | سیما فیلم     |
| ۱۳۸۹      | سفر بر مدار مهتاب | شبکه مازندران |
| ۱۳۹۰      | مروارید سیاه      | شبکه مازندران |
| ۱۳۹۰      | قباله             | شبکه ۱        |
| ۱۳۹۱      | نغمه نوروز        | شبکه ۳        |
| ۱۳۹۲      | کوچه رهایی        | شبکه ۳        |
| ۱۳۹۲      | به من نگو قراضه   | شبکه ۱        |

### مستند و ترکیبی
| سال تولید | نام         | شبکه       |
| --------- | ----------- | ---------- |
| ۱۳۷۹      | کنکاش       | شبکه ۲     |
| ۱۳۸۲      | قطعه سازان  | شبکه ۲     |
| ۱۳۸۳      | سرعت        | شبکه ۲     |
| ۱۳۸۴      | مسیر توسعه  | شبکه ۲     |
| ۱۳۸۸      | درست به هدف | شبکه تهران |